# Mohamed Al-Fararyeh
Mohamed Al-Fararyeh –en árabe, محمد الفرارجة– (nacido el 16 de octubre de 1977) es un deportista jordano que compitió en taekwondo. Ganó una medalla de bronce en los Juegos Asiáticos de 1998, y una medalla de bronce en el Campeonato Asiático de Taekwondo de 1998.

## Palmarés internacional
| Juegos Asiáticos    | Juegos Asiáticos             | Juegos Asiáticos  | Juegos Asiáticos |
| Año                 | Lugar                        | Medalla           | Categoría        |
| ------------------- | ---------------------------- | ----------------- | ---------------- |
| 1998                | Bangkok (Tailandia)          | Medalla de bronce | –76 kg           |
| Campeonato Asiático |                              |                   |                  |
| Año                 | Lugar                        | Medalla           | Categoría        |
| 1998                | Ciudad Ho Chi Minh (Vietnam) | Medalla de bronce | –76 kg           |